# Ivan Chandoškin
Ivan Evstaf'evič Chandoškin (in russo Иван Евстафьевич Хандошкин?, in ucraino Іва́н Євста́хійович Хандо́шко?), (1747 – 29 marzo 1804  o 30 marzo) è stato un violinista e compositore russo di origine ucraina-cosacca.
È stato definito come il "migliore violinista russo del XVIII secolo.